# 竹筒鮻
竹筒鮻（學名：Planiliza alata），又稱寶石鮻，俗名豆仔魚、烏仔、烏仔魚、烏魚  ，為輻鰭魚綱鯔形目鯔科的其中一種。

## 分布
本魚分布於印度西太平洋區，包括東非、南非、馬達加斯加、模里西斯、台灣、柬埔寨、菲律賓、印尼、澳洲、東加等海域。

## 深度
水深0至40公尺。

## 特徵
本魚體延長，前部圓筒型，後部側扁。脂性眼瞼不甚發達。鱗片邊緣呈暗色，位於背部者尤甚。背鰭硬棘5枚、背鰭軟條8枚；臀鰭硬棘3枚、臀鰭鰭條9枚。一縱列鱗片29至32枚。胸鰭黃基底有許多色素斑。成魚時，腹鰭約與胸鰭等長，幼魚則較短。鱗片邊緣深色，腹鰭鮮黃色或橘色。體長可長75公分。

## 生態
棲息在淺海與河口處。對環境之適應力強，屬「廣鹽性魚類」，在淡水、海水或半淡鹹水皆可存活。濾食性，吞食海底淤泥，以攝食底棲矽藻即有機碎屑，也時也食小型甲殼類。幼魚常出現於港灣及河口區索餌。

## 經濟利用
屬於高經濟價值的食用魚，但沒有烏魚那麼飽滿的卵，體型也較小。紅燒、煮湯均宜。